# Dominique Pagneux
Dominique Pagneux ist ein französischer Motorjournalist und Automobilhistoriker.
Nach seinem Studium der Architektur wagte Pagneux eine berufliche Umorientierung auf Veröffentlichungen zu klassischen Automobilen. Dabei war er auch für Zeitschriften wie Rétroviseur oder Auto-Journal tätig. Viele seiner Bücher wurden in den Editions ETAI veröffentlicht. Ein thematischer Schwerpunkt seiner Arbeiten und seine Leidenschaft sind Fahrzeuge der Marke Citroën. Bislang hat er mehrere Dutzend Fachbücher veröffentlicht, die teilweise mehrfach aufgelegt wurden.
Neben seiner Beratungstätigkeit für Auktionshäuser hat er mit den Editions du Fil Conducteur einen eigenen Kleinverlag gegründet.
Pagneux lebt in Sées (Orne).

## Trivia
Nach eigenen Angaben hat Pagneux als Kind auf Autofahrten mit seinen Eltern die Standorte verschiedener Scheunenfunde in Notizbüchern festgehalten, weil er diese als Erwachsener alle kaufen wollte.

## Schriften (Auswahl)
- Album 4 CV, Paris: EPA 1992.
- La DS Citroën de mon père 1968–1976, Boulogne: ETAI 1994.
- Album Dauphine, Paris: EPA 1994.
- Guide Panhard: tous les modèles de 1945 à 1967, Paris: EPA 1994.
- La Deuche, Paris: Ed. Hermé 1999.
- La Citroën GS de mon père, Boulogne: ETAI 2000.
- Peugeot: l'aventure automobile, Boulogne: ETAI 2000.
- Citroën, un génie d'avance, Paris: Editions Techniques pour l'Automobile et l'Industrie, 2001 (dt. Citroe͏̈n - seiner Zeit voraus, Übersetzt von Walther Wuttke, Königswinter: HEEL 2003).
- Philippe Charbonneaux: esthète & styliste, Boulogne: ETAI 2004.
- Redécouvrir la Nationale 7: tourisme et nostalgie en 7 étapes, Rennes: Ed. Ouest-France 2016.